# Chronologie de la pandémie de Covid-19 en Europe
Wikipédia ne donne pas de conseils médicaux ou sanitaires. Cet article est susceptible de contenir des informations obsolètes ou inexactes. Seul un professionnel de la santé est apte à vous fournir un avis médical, et seules les autorités sanitaires de votre pays sont compétentes pour donner des consignes de santé publique relatives à la pandémie de Covid-19.
Pour un article plus général, voir Chronologie de la pandémie de Covid-19.
La chronologie de la pandémie de Covid-19 en Europe décrit mois par mois les évènements marquants des vagues successives de la pandémie de Covid-19 en Europe depuis janvier 2020.

## Première vague de la pandémie

### Janvier etfévrier 2020: l'épidémie se déclare en Europe
Dès le 28 janvier, la présidence croate de l'Union européenne active le mécanisme de réaction de l'UE en cas de crise (mécanisme IPCR) en mode « partage de l'information », correspondant à un niveau d'alerte « modéré »,.
Premier pays où l'épidémie prend d'inquiétantes proportions, l'Italie place en quarantaine onze villages du Nord le 24 février, tandis que se multiplient en Europe les annonces d'annulation de grands évènements sportifs et culturels.

### Mars 2020: l'Europe devient le principal foyer de la pandémie de Covid-19
Dans un deuxième temps, le 2 mars 2020, la présidence croate du Conseil de l'Union européenne fait passer le dispositif IPCR en mode « activation totale » correspondant à un niveau d'alerte « élevé ». L'évolution de la pandémie fait l'objet d'un suivi quotidien par le Centre européen de prévention et de contrôle des maladies (ECDC),,.
Durant le mois de mars des mesures strictes de confinement sont prises par la plupart des gouvernements centraux ou régionaux en Europe. Dès le 8 mars, 17 millions d'Italiens sont placés en confinement strict, décision étendue le 10 mars à toute l'Italie qui devient ainsi le premier pays de la planète à généraliser sur l’ensemble de son territoire des mesures aussi draconiennes pour tenter d’enrayer la progression de la Covid-19,.
Le 10 mars, les 27 chefs d'État et de gouvernement de l'Union européenne tiennent un Conseil européen extraordinaire par visioconférence. Ils annoncent plusieurs mesures destinées à soutenir l'économie et à endiguer l’épidémie, dont la création d'un fonds de 25 milliards d'euros destiné à permettre aux États-membres de « soutenir, notamment, leur système de santé, les PME en difficulté ou les travailleurs que l’épidémie a provisoirement mis au chômage ».

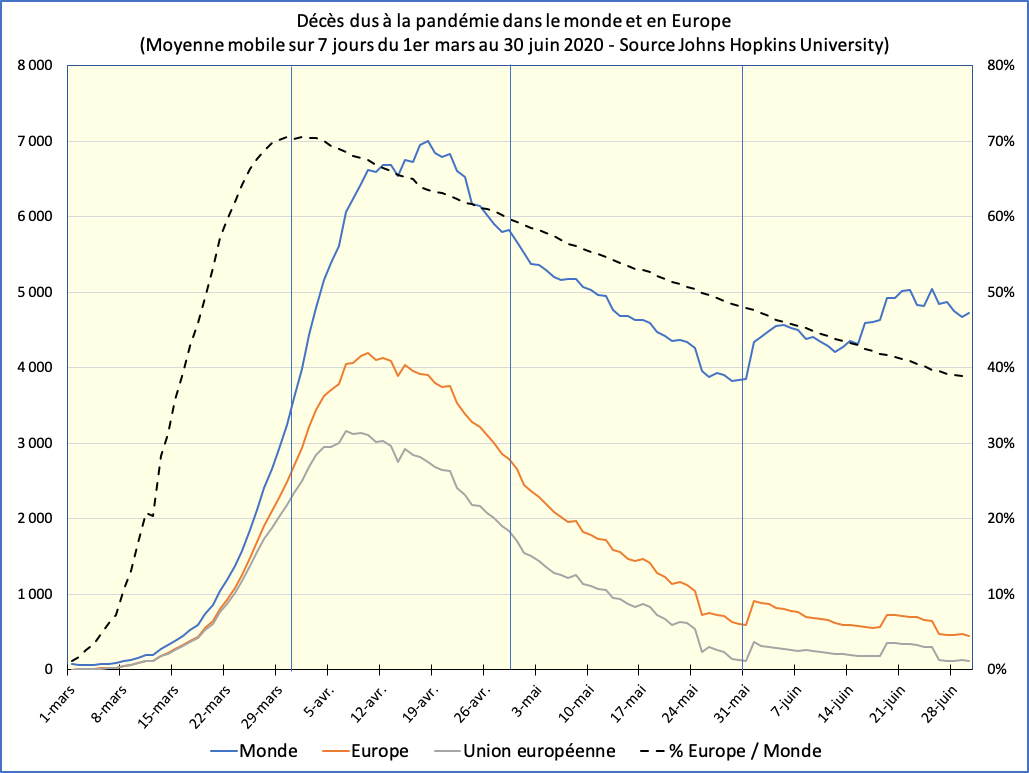
Nombre quotidien de décès en Europe et dans l'Union européenne dus à la maladie à coronavirus 2019 depuis début mars jusqu'au 30 juin 2020,
et pourcentage cumulé des décès en Europe par rapport au total mondial.

Au 11 mars 2020, tous les pays membres de l'UE et de l'Espace économique européen (EEE) ainsi que le Royaume-Uni sont touchés par la pandémie, avec plus de 17 413 individus porteurs du virus et 711 personnes décédées. La croissance du nombre de cas dans l'UE, l'EEE et le Royaume-Uni suit les tendances observées en Chine en janvier-février et en Italie en février-mars, selon le Centre européen de prévention et de contrôle des maladies (ECDC).
Le 12 mars 2020, l’OMS déclare que la flambée de COVID-19 constitue une pandémie dont l'Europe devient le centre. À cette date, 20 000 cas ont déjà été confirmés et près de 1 000 décès enregistrés dans la « Région européenne de l'OMS » qui regroupe tous les pays d'Europe et des pays d'Asie centrale. L'ECDC estime élevé le risque d'un dépassement en quelques semaines des systèmes de santé de son périmètre — pays membres de l'UE ou de l'EEE et Royaume-Uni . Il recommande la mise en œuvre immédiate d'actions de prévention, de contrôle et d'augmentation des capacités hospitalières.
Le 13 mars, la Commission européenne prend les premières mesures fortes pour aider les États à faire face à la crise sur le plan économique. Thierry Breton, le Commissaire européen au Marché intérieur, est chargé de faire un état des lieux des besoins en équipements sanitaires et de réfléchir à une distribution intelligente en fonction des besoins, pays par pays. Le 16, il annonce que l'Union européenne prévoit une récession pour 2020, estimant que les pays européens pourraient s'affranchir momentanément des règles du pacte de stabilité et de croissance pour faire face à la crise, comme le prévoient les textes européens.
Le 15 mars, l'Espagne prend des mesures de confinement similaires à celles mises en place par l'Italie, la France en fait autant le 17 mars, suivie de l'Allemagne le 22 mars. Le Royaume-Uni est le dernier des cinq grands pays d'Europe de l'Ouest à adopter le 24 mars des mesures de confinement.
En mars ou début avril, la plupart des États européens déclarent l'état d'urgence ou font voter par leur Parlement respectif  une loi d'état d'urgence sanitaire autorisant leur gouvernement à prendre des mesures de restriction des libertés et d'urgence sanitaire, économique ou sociale. Les textes votés prévoient une durée d'application limitée, de l'ordre de huit semaines. La Hongrie fait exception en ce que l'état d'urgence voté ne comporte pas de date de fin et autorise le gouvernement à légiférer par décret. Une majorité de députés européens considère que ces dispositions hongroises sont incompatibles avec les valeurs de l'UE et demande à la Commission d'ouvrir une procédure à l'encontre de la Hongrie en application de l'article 7 du Traité de l'Union européenne,.
Le Conseil européen se réunit le 26 mars en visioconférence pour la troisième fois. Pour sa session plénière extraordinaire du 26 mars, le Parlement européen a, pour la première fois, mis en place une procédure de vote à distance. Jusqu’alors, la présence du député dans l’hémicycle était obligatoire pour prendre part au vote.
Le 28 mars 2020, l'Italie est le premier pays européen à dépasser le seuil des 10 000 décès, puis à franchir le 30 mars la barre des 100 000 cas.
Fin mars, l'Europe compte 418 000 cas de Covid-19 et déplore 27 309 décès selon les données publiées par l'ECDC. Pour les 27 États de l'Union européenne, le bilan est de 359 000 cas et de 24 675 décès.

### Avril 2020: les mesures de confinement limitent la propagation de la pandémie
- 1 à 99 cas confirmés
- 100 à 999 cas confirmés
- 1 000 à 9 999 cas confirmés
- 10 000 à 99 999 cas confirmés
- 100 000 à 999 999 cas confirmés

Nombre de cas de Covid-19 en Europe au 30 avril 2020
1 à 99 cas confirmés
100 à 999 cas confirmés
1000 à 9999 cas confirmés
10000 à 99999 cas confirmés
100000 à 999999 cas confirmés

Durant les trois premières semaines d'avril, le nombre de cas et de décès augmente rapidement et les bilans quotidiens les plus élevés depuis le début de l'épidémie sont enregistrés. L'effet positif des mesures de confinement prises pour limiter la propagation de l'épidémie se fait sentir dans les dix derniers jours du mois.
Le 1er avril 2020, l'Espagne franchit la barre des 100 000 cas, également dépassée par l' Allemagne le 8 avril, la France le 14 avril, le Royaume-Uni le 16 avril et la Turquie le 23 avril.
Le 2 avril 2020, l'Espagne franchit le seuil des 10 000 décès, également dépassé par la France le 7 avril, puis par le Royaume-Uni le 12 avril.
Si la Russie a pris rapidement des mesures de fermeture de ses frontières, elle ne met en place des mesures générales de confinement que fin mars pour la région de Moscou et début avril pour les autres régions. Les informations publiées par la Russie font apparaître un nombre élevé de cas de contamination, 100 000 fin avril, mais en proportion un nombre relativement faible de décès, 1 073 officiellement recensés fin avril, ce que les autorités expliquent par une politique de multiplication des tests,.
Le confinement aggrave la précarité des personnes les plus fragiles. La manifestation la plus visible en est l'insécurité alimentaire qui oblige de nombreuses personnes à recourir aux banques alimentaires et aux associations de solidarité locale pour se nourrir. Une enquête réalisée au Royaume-Uni montre que 8 millions de personnes ont souffert d'insécurité alimentaire pendant les trois premières semaines de confinement. La fermeture des cantines scolaires prive beaucoup d'enfants de leur seul repas complet de la journée.
La Suède est un des rares pays européens à ne pas mettre en place de confinement. Si les lycées et universités sont fermés, les crèches, les écoles primaires et les collèges sont ouverts. Contrairement à la quasi-totalité des pays européens, les cafés et les restaurants continuent leur activité. Le gouvernement suédois a seulement interdit les rassemblements de plus de 50 personnes et les visites en maison de retraite.
Les pays les moins touchés par la pandémie entament le processus de déconfinement dès le mois d'avril. Ainsi, au Danemark les crèches et les écoles primaires sont rouvertes le 15 avril. Les Suisses commencent leur déconfinement avec la réouverture le 27 avril de nombreux commerces, les écoles ne devant rouvrir leurs portes que le 11 mai. En Allemagne, État fédéral où les mesures sont pour la plupart décidées au niveau des Länder, les commerces rouvrent depuis le 20 avril et les établissements d'enseignement progressivement à partir du 4 mai,.
Fin avril, l'Europe compte plus de 1,4 million de cas de Covid-19 et déplore 135 833 décès selon les données publiées par l'ECDC. Pour les 27 États de l'Union européenne, le bilan est de 938 000 cas et de 103 108 décès,. En proportion de la population, la Belgique est avec 67 décès pour 100 000 habitants le pays le plus durement touché, avant l'Espagne (53), l'Italie (47), le Royaume-Uni (42) et la France (36),.

### Mai 2020: déconfinement prudent dans la crainte d'une seconde vague d'épidémie
| Pays        | Confinement | Confinement | Confinement |
| Pays        | Début       | Fin         | Durée       |
| ----------- | ----------- | ----------- | ----------- |
| Allemagne   | 17 mars     | 20 avril    | 34 jours    |
| Autriche    | 16 mars     | 14 avril    | 29 jours    |
| Belgique    | 18 mars     | 04 mai      | 47 jours    |
| Danemark    | 13 mars     | 10 mai      | 58 jours    |
| Espagne     | 17 mars     | 04 mai      | 48 jours    |
| France      | 17 mars     | 11 mai      | 55 jours    |
| Italie      | 09 mars     | 04 mai      | 56 jours    |
| Norvège     | 19 mars     | 04 mai      | 46 jours    |
| Pays-Bas    | 16 mars     | 19 mai      | 64 jours    |
| Portugal    | 19 mars     | 04 mai      | 46 jours    |
| Royaume-Uni | 24 mars     | 01 juin     | 69 jours    |
| Suède       | -           | -           | -           |
| Suisse      | 17 mars     | 27 avril    | 41 jours    |

Dans les premiers jours de mai, une quinzaine d’États entreprennent avec prudence d’alléger les mesures de confinement. En Autriche, en Belgique ou encore au Portugal, le déconfinement est entamé le 4 mai En Espagne comme en France, l'essentiel des mesures de déconfinement sont mises en place par étape à partir du 11 mai,. La réouverture des établissements scolaires fait partout débat. Les pays du nord de l'Europe rouvrent en règle générale plus tôt que ceux du sud davantage touchés par la pandémie. Si la plupart des pays ont décidé une réouverture dans le courant du mois de mai, l'Italie et l'Espagne reportent la rentrée à septembre,,.
De nombreux pays, qu'ils soient fortement décentralisés ou non sur le plan politique, adoptent une stratégie peu ou prou régionalisée. Par exemple, en Espagne, la moitié de la population seulement est concernée lundi 11 mai par la première des trois phases d'un déconfinement qui doit s'étaler jusque fin juin. Ni Madrid, ni Barcelone, les deux villes les plus touchées par la pandémie, ne sont concernées, pas plus que Grenade et Malaga dans le sud ou Valence sur la côte est.
Les États sont face à la problématique de faire repartir l'économie tout en évitant un rebond de l'épidémie. Les premières données macro-économiques publiées début mai montrent à quel point la récession sera forte partout dans l'Union européenne : au cours du premier trimestre 2020, le PIB corrigé des variations saisonnières a diminué de 3,5 % dans l’UE par rapport au trimestre précédent et les prévisions publiées le 6 mai par la Commission font état d'une chute de 7,4 % du PIB dans l'UE en 2020.
Les stratégies de sortie de crise sont décidées indépendamment par chaque État, mais elles s’articulent toutes autour de quatre axes principaux : relâchement progressif et réversible des mesures de distanciation physique, intensification des efforts de dépistage et de « traçage de contacts », adoption de mesures sociales en soutien aux populations affectées par le virus et augmentation des capacités d’accueil des hôpitaux en cas de nouvelle vague épidémique.
Le 4 mai, la Commission européenne organise, avec le soutien direct d'Emmanuel Macron et d'Angela Merkel, une conférence des donateurs au cours de laquelle plus de 7 milliards d'euros sont levés pour financer la recherche d'un vaccin contre le coronavirus. Une quarantaine de pays et une vingtaine d'organisations ont répondu à l'appel et ont annoncé leurs engagements au cours d'un « téléthon en ligne », sans la participation des États-Unis et de la Chine.
Pour des raisons techniques, il est temporairement impossible d'afficher le graphique qui aurait dû être présenté ici.

Le 5 mai 2020, le Royaume-Uni est le premier pays européen à dépasser le seuil des 30 000 décès puis le lendemain à franchir la barre des 200 000 cas,. Le 8 mai 2020, l'Italie franchit le seuil des 30 000 décès.
En Russie, le nombre de cas recensés continue début mai de s'envoler— le 10 mai 2020, la Russie franchit la barre des 200 000 cas — amenant le maire de Moscou, Sergueï Sobianine, qui pilote aussi la cellule de crise nationale, à reconduire au-delà du 12 mai, et au moins jusqu’au 31 mai, l’essentiel des mesures de confinement,.
En Suède, où le gouvernement a parié sur le civisme, le respect des recommandations de distanciation sociale dans une stratégie visant à développer l'immunité collective de la population, la mortalité rapportée à la population est de 3 à 7 fois plus élevée que dans les autres pays scandinaves. Pour autant, la population soutient majoritairement cette politique et début mai un sondage montre que 87 % des Suédois ont adopté les recommandations édictées par les autorités. L’efficacité de cette approche a été critiquée, au vu des bilans de mortalité des autres pays scandinaves : la mortalité du coronavirus est, au 25 mai, de 40 décès pour 100 000 habitants en Suède, contre 10 au Danemark, 5,6 en Finlande et 4,4 en Norvège, qui ont opté pour le semi-confinement.
Des études sérologiques estiment, fin mai 2020, que de 5 à 10 % de la population disposerait d'anticorps, et donc aurait été infectée, en France, au Royaume-Uni et en Espagne. Le taux varie et atteint plus de 50 % pour la ville de Bergame en Italie, très touchée par la pandémie.
L'amorce du déconfinement ne signifie pas automatiquement la levée de l'état d'urgence. Ainsi, en France, l'état d'urgence sanitaire, entré en vigueur le 24 mars pour deux mois, est prorogé jusqu'au 10 juillet. La prudence s'impose partout face au risque d'une deuxième vague, jugée certaine par les virologues. En Allemagne, deux jours seulement après l'annonce d'un retour progressif à la normale, un canton a dû réintroduire le confinement ; la chancelière Angela Merkel et les régions allemandes se sont entendues sur un mécanisme de reconfinement au niveau local si le nombre des contaminations était à nouveau en hausse.
Pour des raisons techniques, il est temporairement impossible d'afficher le graphique qui aurait dû être présenté ici.

Les autorités craignent partout l'apparition d'une seconde vague qui pourrait au pire nécessiter de nouvelles mesures de confinement. Dans tous les pays, l’immunité de la population est insuffisante pour éviter une seconde vague si les mesures de contrôle sont relâchées à la fin du confinement. Aussi, de manière à garder le contrôle de la situation, les autorités cherchent à détecter le plus en amont possible les nouvelles éclosions et suivent l'évolution du « taux de reproduction ». Une étude publiée le 13 mai estime qu'en France, le taux de reproduction est passé de 2,9 avant le confinement à 0,67 grâce au confinement. L'objectif est qu'il demeure après le confinement inférieur ou égal à 1 pour que l'épidémie puisse être considérée comme sous contrôle. En Allemagne où le déconfinement a débuté depuis plusieurs semaines , les autorités sanitaires estiment que le taux de reproduction est un peu supérieur à 1 ; le Robert Koch Institute qui conseille le gouvernement allemand estime que la situation ne redeviendrait critique que si le taux atteint 1,2 ou 1,3,,.
À l'approche de l'été, les conditions dans lesquelles les vacances pourront se dérouler deviennent une préoccupation majeure dans la population comme dans les acteurs du tourisme qui représente 10 % du PIB et 12 % des emplois de l'Union européenne. Cette question est critique pour les États du Sud de l'Europe où le tourisme représente jusqu'à 20 % du PIB,. Mi-mai, les États européens n'ont pas arrêté définitivement leur politique de réouverture des frontières, et les premières annonces se font, comme en mars pour leur fermeture, de façon non concertée. Le 13 mai, la Commission européenne publie des recommandations afin d'inciter les États à adopter des positions cohérentes. Il est d'ores et déjà acquis que les frontières extérieures de l'UE resteront fermées aux touristes durant l'été 2020,.
Le 18 mai, Emmanuel Macron et Angela Merkel présentent, lors d’une conférence de presse commune, des propositions pour un plan de relance européen dont le volet le plus innovant est que la Commission européenne s’endetterait à hauteur de 500 milliards d'euros. Le 27 mai, la Commission européenne dévoile ses propositions relatives à un plan de relance européen et au cadre financier pluriannuel 2021-2027. Celles-ci reprennent l'idée avancée par E. Macron et A. Merkel d'une enveloppe de 500 milliards d'euros de prêts aux États les plus affectés par la pandémie, mutualisée au niveau européen,.
Fin mai, l'Europe compte plus de 2,1 millions de cas confirmés de Covid-19 et déplore 178 280 décès selon les données du Center for Systems Science and Engineering de l'université Johns-Hopkins. Pour les 27 États de l'Union européenne, le bilan est de 1,1 million de cas confirmés et de 126 373 décès. En proportion de la population, la Belgique est avec 83 décès pour 100 000 habitants le pays le plus durement touché, avant l'Espagne (58), le Royaume-Uni (58), l'Italie (55), la Suède (43) et la France (43).

### Juin 2020: retour progressif à la normale en l'absence d'un rebond de l'épidémie
| Pays        | Modalités |
| ----------- | --- |
| Allemagne   | Réouverture le 15 juin aux résidents de l'espace Schengen. |
| Autriche    | Réouverture le 16 juin aux résidents de l'espace Schengen. |
| Belgique    | Réouverture le 15 juin aux résidents de l'espace Schengen. |
| Danemark    | Le 15 juin, uniquement pour les ressortissants allemands, norvégiens et islandais. |
| Espagne     | Dès le 15 juin dans les îles Baléares, réouverture à partir du 21 juin aux résidents de l'espace Schengen.                                                                                                |
| France      | Réouverture le 15 juin aux résidents de l'espace Schengen. Quarantaine de 14 jours imposée par « réciprocité » aux visiteurs venant du Royaume-Uni et à tout État imposant des restrictions aux Français. |
| Grèce       | À partir du 15 juin, contrôle sanitaire pour voyageurs venant de zones particulièrement affectées par la pandémie.                                                                                        |
| Italie      | À partir du 3 juin, formalités sanitaires à l'entrée. |
| Pologne     | Réouverture le 13 juin aux résidents de l'espace Schengen. |
| Royaume-Uni | Quarantaine de 14 jours imposée à tous les entrants. |
| Russie      | Réouverture très partielle le 8 juin pour des raisons médicales, professionnelles ou liées aux études. |
| Suisse      | Réouverture le 15 juin aux résidents dans un pays de l'UE, l'AELE ou au Royaume-Uni. |

À la fin du mois de mai et au début du mois de juin, tous les pays d'Europe continuent de lever les mesures de restriction de mouvement et des activités. Le taux d'incidence sur 14 jours, calculé comme le nombre de nouveaux cas confirmés détectés durant les 14 jours précédents rapporté à la population, est début juin partout inférieur dans l'UE à 20 pour 100 000 habitants, sauf au Portugal. Ce seuil est également dépassé au Royaume-Uni et surtout en Suède où il est supérieur à 100. Le 5 juin 2020, le Royaume-Uni est le premier pays européen à dépasser le seuil des 40 000 décès.
Le 2 juin, la France entame la « phase 2 » de son déconfinement, entrainant la levée de l’interdiction des déplacements de plus de 100 km, mais dans la limite des frontières françaises, au moins jusqu’au 15 juin. Entre les États européens, le passage des frontières intra-européennes demeure réservé aux déplacements essentiels. Au sein de l'espace Schengen, plusieurs États ont pris des décisions de réouverture de leurs frontières, sans attendre une décision coordonnée. La décision la plus spectaculaire est celle de l'Italie, pays très touché par l'épidémie, qui rouvre ses frontières depuis le 3 juin aux visiteurs étrangers, qui devront toutefois se plier à des procédures, comme le contrôle de la température, réalisé par des agents munis de casques avec caméras à lumière thermique et attester de leur bonne santé,.
Les ministres de l'Intérieur de l'UE s'accordent le 5 juin sur une réouverture des frontières intérieures le 15 juin sauf pour quelques pays dont l'Espagne, et des frontières extérieures le 1er juillet. Les décisions définitives restent du ressort de chaque État membre,. Cette décision de principe est reprise et précisée le 11 juin par la Commission européenne qui recommande aux États membres de l’espace Schengen et aux quatre pays associés à l’espace Schengen — Islande, Liechtenstein, Norvège, Suisse — de supprimer les contrôles aux frontières intérieures au plus tard le 15 juin 2020 et de prolonger la restriction temporaire des déplacements non essentiels vers l’Union européenne jusqu’au 30 juin 2020, tout en définissant une approche pour sa levée progressive après cette date,. Ces recommandations sont appliquées par l’Allemagne, l'Autriche, la Belgique, la France et la Grèce, voire anticipées de quelques jours par la Croatie, l'Italie (dès le 3 juin) ou la Pologne. D'autres pays de l'UE adoptent une attitude plus prudente : la Bulgarie, la Hongrie, la Lettonie, la Slovaquie, et la Tchéquie maintiennent des restrictions pour les voyageurs en provenance des pays où le taux d’infection est encore jugé trop élevé. À contre-courant du reste du continent européen, le Royaume-Uni introduit une quarantaine de quatorze jours pour tous les voyageurs — même britanniques —arrivant dans le pays à compter du 8 juin,. 
Pour des raisons techniques, il est temporairement impossible d'afficher le graphique qui aurait dû être présenté ici.

La pandémie continue de prendre de l'ampleur en Amérique et le coronavirus demeure actif partout dans le monde, y compris en Europe. Le 22 juin, l'OMS dit craindre une nouvelle accélération dans le monde avec un million de nouveaux cas signalés au cours des huit derniers jours. Sur le périmètre constitué de l'UE, de l'EEE et du Royaume-Uni, soit 31 États, l'ECDC recense un peu plus de 5 000 nouveaux cas par jour durant les trois premières semaines de juin (S23 à S25). Sur un périmètre plus large de 47 États en Europe. 
De nouveaux foyers de contamination sont détectés régulièrement, dont certains concernent plusieurs centaines de cas. Les mesures prises, dépistage massif, quarantaines, fermeture temporaire d'établissements scolaires ou d'entreprises, visent à empêcher leur propagation incontrôlée. Elles peuvent aller jusqu'à des reconfinements à une échelle locale. Ainsi en Allemagne, à la suite de la découverte d’un important foyer de contamination dans un grand abattoir, dont un peu plus de 1 500 des 7 000 employés sont testés positifs, le Land de Rhénanie-du-Nord-Westphalie décide le 23 juin de reconfiner les 600 000 habitants des cantons de Gütersloh et Warendorf. De même, depuis le 23 juin, la région de Lisbonne au Portugal et , depuis le 29 juin, la ville de Leicester au Royaume-Uni sont de nouveau confinées à la suite d'une flambée de nouveaux cas,.
Pour des raisons techniques, il est temporairement impossible d'afficher le graphique qui aurait dû être présenté ici.

Principaux pays de l'UE importateurs de masques (Codes ISO : Allemagne (DEU), France (FRA), Italie (ITA), Espagne (ESP), Belgique (BEL), Autriche (AUT), Pologne (POL), Tchéquie (CZE), Roumanie (ROU)).
L'affaiblissement de la pandémie se poursuit durant tout le mois de juin selon les données publiées par l'ECDC. Sur l'ensemble du mois, l'Europe compte 0,5 million de cas, contre 0,68 million le mois précédent, et déplore 18 000 décès contre 41 000 durant le mois de mai. Le refus de l'épidémie est plus marqué dans l'Union européenne que dans le reste de l'Europe.
Pour faire face à la pandémie, les pays européens ont dû acheter en urgence des équipements médicaux de toute nature, parmi lesquels les masques ont été le sujet de nombreuses polémiques sur leur utilité ou sur le manque d'anticipation des administrations publiques. Ces masques sont maintenant portés de façon régulière par la plus grande partie de la population, ce qui a conduit à en importer massivement faute de production locale suffisante. Selon Eurostat, entre le premier semestre 2019 et le premier semestre 2020, les importations de masques par les Vingt-Sept de l'Union européenne sont passées en valeur de 800 millions d'euros d'euros à plus de 14 milliards, soit une augmentation de 1800 %. Ces importations proviennent de Chine à plus de 92 %.
En cumul depuis le début de l'année 2020, l'Europe compte fin juin près de 2,6 millions de cas confirmés de Covid-19 et déplore 195 872 décès. Pour les 27 États de l'Union européenne, le bilan en cumul depuis le début de la pandémie est de 1,23 million de cas confirmés et de 132 965 décès. En proportion de la population, la Belgique est avec 85 décès pour 100 000 habitants le pays le plus durement touché, avant le Royaume-Uni (66), l'Espagne (61), l'Italie (58), la Suède (52) et la France (45).

### Juillet 2020: entre déconfinement et crainte d'une deuxième vague

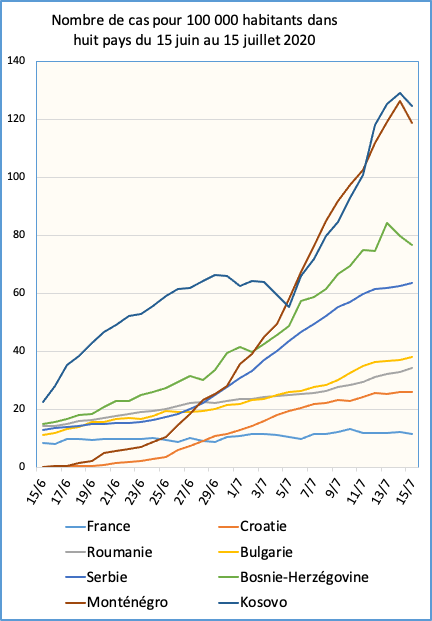
Augmentation du nombre de cas dans des pays d'Europe du Sud - Source ECDC.

Les États membres de l'UE décident de lever les restrictions à l'entrée de l'UE, instaurées en mars, pour les voyageurs en provenance de quatorze pays et de la Chine sous condition de réciprocité, à compter du 1er juillet. Les États-Unis, la Russie et la Turquie ne font pas partie de cette première liste qui sera actualisée toutes les deux semaines sur la base de l'évolution de la situation épidémiologique. Le nombre de nouveaux cas de Covid-19 au cours des 14 derniers jours pour 100 000 habitants figure parmi les critères communs d'évaluation retenus. Ce taux ne doit pas dépasser la moyenne de l'UE, actuellement de 16 cas,,.
La progression du nombre de victimes est très fortement ralentie, mais pas stoppée : la Russie franchit le seuil symbolique des 10 000 décès le 4 juillet et la France celui des 30 000 décès le 10 juillet.
Au niveau local, la formation de nouveaux foyers conduit les autorités à prendre des décisions de reconfinement plus ou moins drastiques. Quarante jours après le déconfinement entamé le 25 mai, la région de Catalogne en Espagne reconfine 200 000 personnes le 4 juillet à cause d'un nombre important de contaminations autour de Lérida, et en Galice 70 000 personnes dans le canton d'A Mariña sont le même jour également reconfinés,.
Au niveau national, mi-juillet le nombre de cas reste stable depuis quelques semaines dans la plupart des pays européens. Ainsi, en France, entre le 15 juin et le 15 juillet, il est en moyenne de 10 pour 100 000 habitants, sans tendance à la hausse significative. En revanche, la situation dans la plupart des États du sud de l'Europe et des Balkans se dégrade nettement. Trois pays de l'UE sont concernés, la Bulgarie, la Croatie et la Roumanie, où le nombre de cas croît fortement depuis la mi-juin pour atteindre mi-juillet autour de 30 cas pour 100 000 habitants. Dans les Balkans, hors UE, la situation devient alarmante : en Bosnie-Herzégovine, au Kosovo, au Monténégro et en Serbie, on dénombre durant la deuxième semaine de juillet entre 60 et 130 cas par jour pour 100 000 habitants, des chiffres en très forte progression depuis la mi-juin,.
À l'issue d'un Conseil européen marathon de 4 jours, les vingt-sept dirigeants de l'Union européenne s'accordent le 21 juillet sur un plan de relance de 750 milliards d'euros, historique de par son montant, mais aussi par le fait que le financement en sera assuré par la Commission au nom de tous les États membres et qu'à concurrence de 390 milliards le remboursement en sera effectué de façon solidaire par les Vingt-Sept et pas par les seuls États en ayant bénéficié,.
Pour des raisons techniques, il est temporairement impossible d'afficher le graphique qui aurait dû être présenté ici.

Durant les deux dernières semaines de juillet, le nombre de nouveaux cas est en augmentation dans de nombreux pays d'Europe, y compris au sein de l'Union européenne. L'Allemagne, la Belgique, l'Espagne, la France, la Pologne, les Pays-Bas et également la Suisse sont touchées par l'augmentation du nombre de cas. Durant la semaine 31, du 27 juillet au 2 août, plus de 16 000 cas sont recensés en Espagne, soit 9 fois plus que durant la semaine 27, du 29 juin au 5 juillet. Sur la même période, le nombre de cas est multiplié par 5 en Belgique, 4 aux Pays-Bas, 2 en Pologne et en Suisse, 1,8 en France et 1,6 en Allemagne.
Fin juillet, la situation demeure très inquiétante dans les Balkans. Par ordre décroissant du nombre de cas cumulés au cours des 14 derniers jours pour 100 000 habitants, les pays les plus touchés sont le Monténégro (234 cas), le Kosovo (159), la Bosnie-Herzégovine (114), la Macédoine du Nord (97), la Moldavie (91) et la Serbie (79). Les pays de l'UE les plus touchés sont le Luxembourg (243), la Roumanie (75), l'Espagne (60), la Belgique (48) et la Bulgarie (47). 
Les mesures de contrôles aux frontières ou de quatorzaines forcées se multiplient à mesure que la pandémie de Covid-19 reprend. L'Espagne, très dépendante du tourisme, est particulièrement visée par les nouvelles restrictions de déplacement. Reconfinée en totalité le 17 juillet, la Catalogne avec ses 4 millions d'habitants est la zone d'Europe la plus peuplée où une telle mesure a été prise par les autorités locales. La Roumanie est le principal État des Balkans à fournir des travailleurs saisonniers aux pays de l’Europe de l’Ouest qui s'inquiètent du développement de l'épidémie dans ce pays et multiplient les mesures de contrôle à l'entrée de leur territoire. Ainsi, depuis le 26 juillet, les Roumains sont systématiquement mis en quatorzaine à leur arrivée en Italie où ils sont environ un million à travailler.

## Deuxième vague de la pandémie

### Août 2020: rebond épidémique confirmé
Malgré l'augmentation du nombre de cas constatée en juillet, le nombre de décès liés à la Covid-19 demeure à un niveau très bas en Europe dans les premiers jours d'août,.
Dans son rapport du 10 août, l'ECDC estime que le risque d'une nouvelle escalade du COVID-19 dans tous les pays de l'UE / EEE et au Royaume-Uni est modéré pour les pays qui continueront de mettre en œuvre et d'appliquer des mesures barrière telles que la distanciation physique, et très élevé pour les pays qui n'appliqueraient pas ces mesures.
Mi-août, en réponse à la recrudescence du nombre de cas, les pays européens cherchent à éviter le retour à des mesures générales de fermeture des frontières et de confinement national en adoptant jour après jour des mesures ciblées. Sur le plan des échanges intraeuropéens, les mesures de restrictions de circulation, de tests PCR obligatoires aux frontières ou de quatorzaine se multiplient. L'Espagne est particulièrement visée. Ainsi, le 14 août l'Allemagne classe ce pays, sauf les Îles Canaries, parmi les zones à risques par crainte d'une deuxième vague alimentée par les touristes de retour de congés ; toute personne entrant sur le territoire allemand en provenance d'une zone à risques (Espagne, Ukraine et Serbie) est soumise à une quarantaine obligatoire et à un test PCR à effectuer dans les 72 heures suivant l'arrivée. La France est aussi touchée par des mesures de cette nature : à partir du 15 août, le gouvernement britannique réimpose 14 jours d'isolement aux voyageurs arrivant de France, mais aussi des Pays-Bas et de Malte, un peu plus d'un mois après avoir levé cette mesure. Sur le plan intérieur, des mesures telles que le port obligatoire du masque ou la limitation des rassemblements sont prises à une échelle régionale ou locale par de nombreux États.
L'augmentation du nombre de cas est très nette à la fin de la première quinzaine d'août dans de nombreux pays. Ainsi en Europe, entre le 31 juillet et le 16 août, le taux d'incidence calculé sur les 14 derniers jours augmente de 30 %, passant de 29 cas pour 100 000 habitants à 38 cas. Pour la seule Union européenne, l'augmentation est de 67 %, ce taux passant de 22 à 37 cas,.
Certains pays connaissent une augmentation très importante. Ainsi en France, le 16 août, le taux d'incidence calculé sur les 14 derniers jours a doublé en quinze jours, passant de 20 cas pour 100 000 habitants à 41 cas. En Espagne, l'augmentation est du même ordre mais à des niveaux absolus beaucoup plus élevés (de 60 à 116 cas). Au Luxembourg, le taux d'incidence est au 16 août de 121 cas, le plus élevé de l'UE. Il demeure très élevé en Belgique (67), Roumanie (89) et à Malte (99). Hors de l'UE, il croît, mais à un niveau relativement bas, en Turquie (20 cas) et au Royaume-Uni (20 cas aussi) ; il décroît en revanche en Russie où le taux d'incidence passe de 56 à 50 cas en deux semaines.
Pour des raisons techniques, il est temporairement impossible d'afficher le graphique qui aurait dû être présenté ici.

Durant l'été, le nombre de tests pratiqués augmente ou du moins demeure à un niveau élevé dans la plupart des pays, comme l'illustre le graphique ci-contre. Dans six des sept pays y figurant, qui sont parmi les plus touchés en Europe par la pandémie, plus d'un test par jour est pratiqué par millier d'habitants. La France en triple le nombre entre le 1er juin et la mi-août, tandis que l'Allemagne et le Royaume-Uni le double, seule l'Italie ne poursuit pas une politique très active de tests. À l'échelle de l'ensemble de l'UE et du Royaume-Uni, le nombre de tests est passé de 500 pour 100 000 habitants au cours de la première semaine de juin (S23) à plus de 1 000 au cours de la semaine du 17 au 23 août (S34),.
L'augmentation du nombre de cas n'est à ce stade pas concomitante d'une augmentation du nombre d'hospitalisations et de décès, ce qui ne permet à ce stade pas de parler de seconde vague, mais n'exclut pas son apparition à la faveur de l'hiver. Une des raisons de cette situation en apparence paradoxale en est que l'augmentation du nombre de tests constatée presque partout conduit à une meilleure détection des cas bénins de Covid-19, en particulier dans la population jeune qui se protège moins durant la période estivale, tandis que la population âgée ou à risque respecte davantage les consignes de distanciation sociale et ne connaît pas d'augmentation importante de tests positifs,. Ainsi en France, en avril au plus fort de l'épidémie, environ 7 000 nouveaux cas sont quotidiennement détectés en testant chaque jour 20 000 personnes alors que le nombre réel de cas est probablement supérieur à 100 000 par jour ; fin août, de l'ordre de 5 000 cas sont détectés quotidiennement en réalisant 90 000 tests par jour et le nombre réel de cas est sans aucun doute largement inférieur au niveau d'avril.
Le 20 août, le directeur de l'OMS pour la région Europe constate que « beaucoup [des] restrictions récentes [prises pour répondre à la nouvelle flambée de cas] ont été mises en œuvre au niveau local, signe que nous avons appris à appliquer des mesures intelligentes, limitées dans le temps et fondées sur les risques, qui réduisent à la fois la propagation de la COVID-19 et son impact sur la société et l’économie dans leur ensemble ».
Fin août, alors que le nombre de cas de Covid-19 continue de grimper , plusieurs pays annoncent des restrictions à la circulation avec leurs voisins européens. La France est directement concernée par de telles mesures. La Belgique ajoute le 26 août Paris à sa liste des destinations européennes qui ne sont plus autorisées, à moins de se soumettre au retour à un dépistage du nouveau coronavirus et à une période d’isolement. L’Allemagne avait elle aussi classé la veille les régions Île-de-France et Provence-Alpes-Côte d’Azur en zones à risque – en plus de la Guyane –, imposant pour les voyageurs en provenance de ces régions une quatorzaine dès lors qu’ils se rendent sur le territoire allemand.

### Septembre 2020: augmentation inquiétante du nombre de cas
La rentrée s'effectue en Europe sous tension car la circulation du Coronavirus, en augmentation dans de nombreux pays, oblige à prendre de nouvelles mesures alors que la reprise des activités scolaires et économiques accroissent les risques de diffusion de la Covid-19.  Bulles d’élèves, classes réduites, horaires décalés, masque obligatoire dès la maternelle…, chaque pays développe sa propre stratégie pour le retour en classe. En Allemagne, si certains Länder comme la Bavière, imposent le port du masque pour les élèves à partir du collège, d’autres comme la Hesse ne le jugent pas nécessaire. En Suède, le port du masque n'est pas recommandé et l'accent est mis sur la distanciation physique et l'hygiène irréprochable des mains. En revanche, d'autres pays très touchés par la première vague, la Belgique, l'Espagne, la Grèce ou encore l'Italie, mettent en place des mesures très strictes, incluant le port du masque.

Des manifestations ont lieu dans plusieurs villes d'Europe pour protester contre les restrictions nouvelles imposées par les autorités. Ainsi, à Rome, Berlin ou Zagreb, plusieurs milliers de personnes se sont rassemblées le 5 septembre pour protester contre les mesures imposées par les autorités contre le coronavirus. En France, quelques milliers de militants actifs sur les réseaux sociaux utilisent leur opposition au port du masque pour nourrir la défiance envers les institutions politiques et scientifiques.
Pour des raisons techniques, il est temporairement impossible d'afficher le graphique qui aurait dû être présenté ici.

Le 9 septembre, dans l'UE, l'EEE et le Royaume-Uni, le nombre de cas confirmés est en augmentation, avec une moyenne de 66 pour 100 000 habitants sur les 14 derniers jours, variant de 4 à 244 selon les pays. Ce nombre est en augmentation depuis près de deux mois. La situation est particulièrement tendue en Espagne où le taux d'incidence sur 14 jours est passé de 116 au 16 août à 221 au 31 août. Cette forte augmentation du nombre de cas commence à se répercuter sur le système de soins, avec près de 8 000 personnes hospitalisées, en particulier dans la région de Madrid où près de 30 % des salles de soins intensifs sont de nouveau occupées par des malades de la Covid-19.
En juillet et août, le nombre de décès imputés à la Covid-19 ne connaît pas d'évolution très significative. Sur la même période, les statistiques de mortalité générale montrent des niveaux normaux dans l'ensemble, mais avec une légère surmortalité dans certains pays,. En revanche, la tendance à la hausse amorcée durant les deux premières semaines de septembre (S36 et S37) se confirme en s'accentuant durant la deuxième quinzaine de septembre (S38 et S39). Cette évolution est surtout marquée dans l'Union européenne où le nombre de décès passe de 578 en S31, à 924 en S35 puis 2 290 en S39. Cette montée en flèche du nombre de décès est à 80 % imputable à la France et à l'Espagne. Le Royaume-Uni subit un phénomène similaire, mais de moindre ampleur, le nombre de décès passant de 75 en S35 à 212 en S39. La situation demeure en revanche stable en Allemagne. En dehors de l'UE, la Russie (886 décès en S39), la Turquie (484 en S39) et l'Ukraine (387 en S39) continuent d'enregistrer un nombre significatif de décès.
Les autorités multiplient les mesures pour éviter une seconde vague d'ampleur, tout en rejetant pour le moment toute idée d'un reconfinement à grande échelle et aussi strict qu'au printemps. Ainsi, en Espagne, le premier ministre Pedro Sanchez assure le 19 septembre « ne pas envisager un confinement du pays », alors que dans le même temps plus de 850 000 personnes sont reconfinées dans la région de Madrid qui en compte environ 6,6 millions, et que la limite du nombre de personnes autorisées à se réunir est abaissée à six. De même, en France, E. Macron affirme le 18 septembre que « si chacun fait sa part, nous pouvons vaincre le virus du Covid-19 », alors que les restrictions ciblées se multiplient à Marseille, Nice ou encore Lyon, Toulouse. Contrairement à ce qui est désormais le cas dans plusieurs villes françaises, le port du masque en extérieur n’est nulle part obligatoire en Allemagne. L'Angleterre aussi multiplie les restrictions au niveau local, alors que le taux de transmission est désormais situé entre 1,1 et 1,4 impliquant une accélération des contaminations : dans tout le pays les rassemblements sont limités à six personnes de deux foyers différents, en intérieur comme en extérieur, et dans plusieurs régions les pubs et restaurants doivent respecter un couvre-feu et fermer à 22 heures,.

### Octobre 2020: seconde vague confirmée dans plusieurs pays d'Europe
Début octobre, le questionnement sur l'arrivée ou non d'une seconde vague n'a plus cours, tant la situation est devenue sérieuse dans plusieurs pays, parmi lesquels notamment la France, l'Espagne et le Royaume-Uni. En France, le Premier ministre, Jean Castex, déclare que « nous sommes dans une deuxième vague forte ». En Pologne, Mateusz Morawiecki, considérant que « la deuxième vague est arrivée », annonce que le port du masque sera obligatoire dans les espaces publics dans toute la Pologne à partir du 10 octobre.
| Pays                                                    | S38                                                     | S40                                                     | S42               | S44               | S46               |
| Pays                                                    | 20/09                                                   | 04/10                                                   | 18/10             | 01/11             | 15/11             |
| ------------------------------------------------------- | ------------------------------------------------------- | ------------------------------------------------------- | ----------------- | ----------------- | ----------------- |
| Belgique                                                | 432                                                     | 866                                                     | 2 497             | 6 824             | 6 518             |
| France                                                  | 5 356                                                   | 6 964                                                   | 10 897            | 24 008            | 33 050            |
| Hongrie                                                 | 404                                                     | 685                                                     | 1 712             | 4 205             | 7 013             |
| Italie                                                  | 2 587                                                   | 3 590                                                   | 7 881             | 20 841            | 35 469            |
| Pologne                                                 | 1 985                                                   | 2 977                                                   | 8 076             | 16 427            | 21 988            |
| Roy.-Uni                                                | 1 340                                                   | 2 924                                                   | 6 548             | 11 557            | 15 830            |
| Tchéquie                                                | 535                                                     | 1 242                                                   | 3 721             | 7 486             | 6 592             |
| Évolution d'une semaine sur l'autre : - < 10 % - > 10 % | Évolution d'une semaine sur l'autre : - < 10 % - > 10 % | Évolution d'une semaine sur l'autre : - < 10 % - > 10 % | - > 20 % - > 30 % | - > 20 % - > 30 % | - > 20 % - > 30 % |

L'accroissement du nombre de cas constatée durant l'été se traduit maintenant par une augmentation des hospitalisations à un niveau qui fait craindre le retour à la saturation du système de soins dans les prochaines semaines. Ainsi au Royaume-Uni, le nombre de patients hospitalisé malades de la Covid-19 est passé de 1 343 le 20 septembre, à 2 883 le 4 octobre puis 3 837 le 8 octobre, conduisant à la réactivation de trois hôpitaux de campagne mis en place au printemps,. En France, une évolution comparable est observée : le 11 octobre, 7 976 malades sont hospitalisés, soit moitié plus que quatre semaines auparavant. En Pologne, environ 40 % des lits d'hôpitaux attribués aux patients Covid-19 sont occupés à la fin de la première semaine d'octobre. Dans la Communauté de Madrid, où le taux d’incidence est de 290 cas pour 100 000 habitants en une semaine, avec 20 % des capacités hospitalières et 38 % des lits en soins intensifs occupées par des patients atteints de la Covid-19, le système de santé est sous forte tension. En Belgique, les hospitalisations atteignent fin octobre le pic de la première vague.
Si dans le détail les mesures adoptées pour lutter contre cette résurgence de l'épidémie sont propres à chaque pays, la stratégie générale est partout la même : mettre en place des mesures différenciées au niveau local en fonction de critères permettant d'évaluer l'intensité de l'épidémie, et tout faire pour éviter un confinement strict national comme au printemps afin de ne pas mettre en péril l'économie.
| Pays                                                    | S38                                                     | S40                                                     | S42                                                     | S44               | S46               | S47               |
| Pays                                                    | 20/09                                                   | 04/10                                                   | 18/10                                                   | 01/11             | 15/11             | 22/11             |
| ------------------------------------------------------- | ------------------------------------------------------- | ------------------------------------------------------- | ------------------------------------------------------- | ----------------- | ----------------- | ----------------- |
| France                                                  | 364                                                     | 501                                                     | 712                                                     | 2 152             | 4 091             | 4 282             |
| Italie                                                  | 89                                                      | 150                                                     | 334                                                     | 1 408             | 3 620             | 4 578             |
| Roy.-Uni                                                | 136                                                     | 346                                                     | 819                                                     | 1 810             | 2 880             | 2 862             |
| Russie                                                  | 855                                                     | 1 026                                                   | 1 548                                                   | 2 169             | 2 583             | 3 345             |
| Pologne                                                 | 100                                                     | 180                                                     | 552                                                     | 1 280             | 2 409             | 3 243             |
| Espagne                                                 | 748                                                     | 854                                                     | 846                                                     | 1 126             | 1 936             | 1 850             |
| Tchéquie                                                | 46                                                      | 120                                                     | 357                                                     | 1 174             | 1 377             | 1 037             |
| Ukraine                                                 | 413                                                     | 450                                                     | 630                                                     | 907               | 1 196             | 1 305             |
| Allemagne                                               | 37                                                      | 72                                                      | 162                                                     | 449               | 1 196             | 1 537             |
| Belgique                                                | 25                                                      | 82                                                      | 229                                                     | 983               | 1 100             | 970               |
| Évolution d'une semaine sur l'autre : - < 10 % - > 10 % | Évolution d'une semaine sur l'autre : - < 10 % - > 10 % | Évolution d'une semaine sur l'autre : - < 10 % - > 10 % | Évolution d'une semaine sur l'autre : - < 10 % - > 10 % | - > 20 % - > 30 % | - > 20 % - > 30 % | - > 20 % - > 30 % |

En Espagne, mi-octobre, près de 5,5 millions de personnes dont les Madrilènes ne peuvent sortir de leur commune que pour se rendre sur leur lieu de travail, à l’école, chez leur médecin ou en cas de force majeure. Les mesures prises en France, en Italie, aux Pays-Bas ou encore au Royaume-Uni restreignent particulièrement l'accès aux bars et restaurants, mais visent aussi les fêtes et célébrations publiques et privées.
Des mesures de couvre-feu sont mises en place dans plusieurs pays dont la France où E. Macron annonce le 14 octobre qu'il concernera la région parisienne et huit métropoles à compter du 18 de 21 h à 6 h du matin pour une durée de 4 à 6 semaines,.
Le taux d'incidence moyen en Europe atteint le 11 octobre 139 cas pour 100 000 habitants sur les 14 derniers jours, soit un quasi triplement depuis la fin août, avec une dispersion qui demeure forte. En Tchéquie, épargnée par la première vague, ce taux est décuplé sur la même période (passant de 39 à 433) obligeant le gouvernement à prendre des mesures drastiques y compris la fermeture des écoles.
Le 13 octobre, l'UE adopte des règles communes non contraignantes pour les restrictions de voyage entre ses pays membres. À cet effet,  l'ECDC publie chaque semaine une carte de la situation de l’ensemble des pays de l’Union au niveau régional, avec un code couleurs en fonction du niveau de risque évalué sur la base de critères communs.
Durant la semaine du 12 octobre (S42), le nombre de décès est en Europe de 8 214, dont 4 406 dans l'UE, soit le double de ce qu'il était un mois auparavant. Le 19 octobre, l'Irlande est le premier pays européen à décider d'un reconfinement strict, tandis qu’en Italie, en Espagne, en France, en Allemagne, en Pologne ou au Royaume-Uni, des restrictions de plus en plus draconiennes sont instaurées,. Le 28 octobre, la France et l'Allemagne annoncent un reconfinement national,.
À partir de la mi-octobre la France détient le record du nombre de contamination en Europe avec plus de 30 000 cas en 24 h et fin octobre la France enregistre plus de 50 000 cas par jour, c'est une première en Europe.
Cette seconde vague fait rechuter l'économie européenne. Le net rebond de la plupart des économies européennes durant l'été fait place depuis septembre à une nouvelle baisse selon les indicateurs économiques avancés mis en place par l’institut Oxford Economics ou le Boston Consulting Group,.

### Novembre 2020: l'Europe reconfinée
Pour faire face à la montée brutale de la seconde vague en Europe, nombreux sont les pays qui sont à nouveau confinés début novembre. La raison principale avancée par les gouvernements pour les décisions de reconfinement ou de couvre-feu est partout la crainte que le système hospitalier soit débordé. La Belgique, qui affiche le taux de nouvelles contaminations le plus élevé d’Europe, plus de deux fois supérieur à celui de la France, se reconfine à partir du 2 novembre ; le Premier ministre déclare que « ce sont les mesures de la dernière chance, pour éviter que les soins de santé craquent sous une pression immense ». La Grèce annonce à son tour un reconfinement à compter du 6 novembre.
Pour des raisons techniques, il est temporairement impossible d'afficher le graphique qui aurait dû être présenté ici.

Au cours de la semaine du 2 au 8 novembre, l'Europe compte plus de 25 000 décès dus à la Covid-19, un nombre très voisin du pic atteint durant chacune des trois premières semaines d'avril. La France est avec 3 400 décès le pays qui déplore le plus de victimes, suivi de l'Espagne (3 000), de l'Italie (2 400) et du Royaume-Uni (2 300). La seconde vague continue de se propager en Europe durant cette même semaine où un nombre record de cas est enregistré : près de 2 millions de cas, dont 1,5 million dans l'Union européenne. La France est là aussi la plus exposée avec 384 000 cas, un record de contaminations en Europe sur une semaine.
Mesurée sur le critère de l'évolution du taux d'incidence entre le 8 et le 22 novembre, l'intensité de la seconde vague est en forte baisse en Belgique (-65 %), en Tchéquie (-50 %), en France (-43 %) ou encore en Suisse (-27 %). Elle est stable au Royaume-Uni, mais est en hausse en Allemagne (+13 %), en Pologne (+15 %), en Italie (+20 %), en Hongrie (+29 %) où Viktor Orban annonce un confinement partiel, en Russie (+31 %) ou en Suède (+67 %). Pour l'UE dans son ensemble, la baisse est de 10 %. 
La prolongation des restrictions aux libertés individuelles provoque des manifestations qui rassemblent autour d'un millier de personnes dans plusieurs pays, en Allemagne, en France, en Italie ou au Portugal par exemple. Globalement, en Europe, le nombre de cas diminue de 9 % d'une semaine sur l'autre, mais le nombre de décès augmente de 14 %.
Les dirigeants de l'Union européenne tiennent le 19 novembre leur septième réunion exceptionnelle en visioconférence dédiée à la Covid-19. Décidé au printemps par l'UE, le programme Sure d'une enveloppe globale de 100 milliards d'euros, conçu pour permettre aux États membres qui accordent du chômage partiel à leurs entreprises de financer ces mesures dans les meilleures conditions financières possible, est en phase d'exécution. À la mi-novembre, le Conseil avait approuvé 87,9 milliards d'euros de prêts en faveur de 17 États dont 31 milliards ont déjà été versés.
Les laboratoires BioNTech / Pfizer et Moderna annoncent courant novembre que leurs vaccins respectifs sont efficaces à 90 % ou plus, au vu des résultats de la phase 3 de leurs essais, renforçant l'espoir que la vaccination de la population contre la Covid-19 puisse commencer au début de 2021 à une échelle massive puisque les Européens ont commandé un grand nombre de doses : 1,4 milliard pour l'UE, soit 3,1 doses par habitant, et 500 millions de doses pour le Royaume-Uni, soit 7,5 doses par habitant,.
Le 20 novembre 2020, selon des données à haute fréquence, les verrouillages en France et en Italie pèsent plus sur la mobilité publique que dans les autres pays européens. En outre, l'agence de statistiques officielle française INSEE avait constaté que les données que Google peut collecter sur le temps que les gens passent à la maison sont particulièrement étroitement liées au ralentissement d'une économie pendant la crise.
| Pays ou région          | Début    | Fin      | Pop. (M. hab.) |
| ----------------------- | -------- | -------- | -------------- |
| Allemagne               | 16 déc.  |          | 83,2           |
| Autriche                | 3 nov.   | 7 déc.   | 8,9            |
| Autriche                | 26 déc.  |          | 8,9            |
| Belgique                | 2 nov.   |          | 11,5           |
| Espagne (Madrid)        | 9 oct.   | 1er nov. | 4,5            |
| France                  | 30 oct.  | 15 déc.  | 66,5           |
| Grèce                   | 7 nov.   |          | 10,6           |
| Hongrie                 | 11 nov.  |          | 9,8            |
| Irlande                 | 21 oct.  | 4 déc.   | 4,9            |
| Irlande                 | 26 déc.  |          | 4,9            |
| Italie                  | 24 déc.  | 6 janv.  | 60,3           |
| Pays-Bas                | 15 déc.  |          | 17,3           |
| Pologne                 | 28 déc.  |          | 38,0           |
| Portugal                | 15 janv. |          | 10,3           |
| Roy.-Uni (Angleterre)   | 5 nov.   | 2 déc.   | 56,0           |
| Roy.-Uni (Angleterre)   | 5 janv.  |          | 56,0           |
| Roy.-Uni (Écosse)       | 5 janv.  |          | 5,5            |
| Roy.-Uni (P. de Galles) | 23 oct.  | 4 déc.   | 3,1            |
| Roy.-Uni (P. de Galles) | 20 déc.  |          | 3,1            |
| Tchéquie                | 22 oct.  | 3 déc.   | 10,7           |

Les États européens adaptent fréquemment les mesures prises pour lutter contre la seconde vague. Les uns, comme la France, estimant avoir passé le pic organisent un allègement progressif du confinement, tandis que d'autres, comme l'Allemagne ou la Grèce, où le pic n'a pas encore été dépassé prolongent ou renforcent les mesures sanitaires. Dans tous les cas, les gouvernements veulent éviter une troisième vague avant que les vaccinations — dont ils escomptent qu'elles pourront commencer en janvier — n'aient pu être conduites à grande échelle. Ainsi en Allemagne, Angela Merkel annonce le 26 novembre bars, restaurants, lieux culturels ou encore clubs de sport resteront fermés jusqu'à la fin du mois de décembre. Comme en France, l’accès aux magasins sera également restreint, avec un nombre limité de clients en fonction de leur superficie. Les écoles resteront, elles, ouvertes jusqu’aux vacances, le 19 décembre. Seul assouplissement concédé par les dirigeants allemands : les réunions privées pourront atteindre 10 personnes du 23 décembre au 1er janvier, mais resteront limitées à cinq en dehors de cette période.

### Décembre 2020: préparation de la vaccination et rebonds de l'épidémie
L'organisation des campagnes de vaccination, alors que les premiers vaccins seront disponibles courant décembre, devient le principal sujet de mobilisation des gouvernements. Le 2 décembre, le Royaume-Uni devient le premier pays au monde à autoriser le vaccin Pfizer-BioNTech, tandis que l'Agence européenne des médicaments (EMA) annonce avoir commencé l'examen accéléré de ce vaccin. La campagne de vaccination débute le 8 décembre au Royaume-Uni. Dans l'UE, faisant suite à une recommandation scientifique positive par l'EMA, la Commission délivre le 21 décembre 2020 une autorisation de mise sur le marché conditionnelle pour le vaccin mis au point par BioNTech et Pfizer,. Les premières vaccinations sont effectuées dans l'Union le 27 décembre,.
Les dispositions prises pour la vaccination doivent aussi prendre en compte les réticences d'une partie de la population, présentes à des degrés divers. Le Royaume-Uni apparaît comme le pays d’Europe ayant la plus grande part de sa population (85 %) se disant prête à se faire vacciner contre la Covid-19. En Espagne ou en Allemagne, autour de 30 % de la population est réticente. Dans certains pays d'Europe de l'Est, cette proportion dépasse 40 %. Partout, les gouvernements lancent des campagnes pour promouvoir la vaccination.
| Pays                                                    | S48                                                     | S49                                                     | S50               | S51               | S52               |
| Pays                                                    | 29/11                                                   | 06/12                                                   | 13/12             | 20/12             | 27/12             |
| ------------------------------------------------------- | ------------------------------------------------------- | ------------------------------------------------------- | ----------------- | ----------------- | ----------------- |
| Allemagne                                               | 2 101                                                   | 2 649                                                   | 2 694             | 4 300             | 3 851             |
| Roy.-Uni                                                | 3 406                                                   | 2 984                                                   | 2 492             | 3 236             | 3 713             |
| Russie                                                  | 3 290                                                   | 3 616                                                   | 3 209             | 2 210             | 6 114             |
| Italie                                                  | 5 102                                                   | 5 151                                                   | 3 873             | 4 279             | 3 126             |
| Pologne                                                 | 3 458                                                   | 3 115                                                   | 2 313             | 2 533             | 1 750             |
| France                                                  | 3 619                                                   | 2 860                                                   | 2 598             | 2 645             | 2 565             |
| Ukraine                                                 | 1 280                                                   | 1 328                                                   | 1 334             | 1 418             | 1 184             |
| Espagne                                                 | 2 049                                                   | 1 584                                                   | 1 372             | 388               | 862               |
| Tchéquie                                                | 959                                                     | 761                                                     | 635               | 802               | 741               |
| Belgique                                                | 888                                                     | 729                                                     | 532               | 631               | 436               |
| Évolution d'une semaine sur l'autre : - < 10 % - > 10 % | Évolution d'une semaine sur l'autre : - < 10 % - > 10 % | Évolution d'une semaine sur l'autre : - < 10 % - > 10 % | - > 20 % - > 30 % | - > 20 % - > 30 % | - > 20 % - > 30 % |

Les mesures prises par les autorités pour enrayer la seconde vague portent leurs fruits dans plusieurs pays européens. Le nombre de décès stagne ou régresse durant la première quinzaine de décembre, mais demeure à un niveau élevé. Le reflux rapide constaté une fois passé le pic de la première vague ne se reproduit pas à l'identique pour la seconde vague. Les restrictions imposées à la population sont fréquemment modifiées pour s'adapter à l'évolution de la situation sanitaire. En France, le déconfinement du 15 décembre est moins large que prévu au départ. Au Royaume-Uni, Londres reconfine partiellement. En Allemagne, peu touchée par la première vague mais où la seconde vague prend une grande ampleur, le gouvernement fédéral et les Länder décident le 13 décembre d'un durcissement drastique des restrictions. Le 14 décembre, les Pays-Bas décrètent un nouveau confinement de cinq semaines.
Moscou admet le 28 décembre que la Covid-19 est responsable en Russie d'environ 186 000 décès, soit trois fois plus que bilan officiel publié jusqu'alors.
En cumul depuis le début de l'année 2020, l'Europe compte fin décembre 2020 près de 26 millions de cas confirmés de Covid-19 soit environ 31 % des cas dans le monde et déplore plus de 560 000 décès confirmés, soit également 31 % des décès imputés à la Covid-19 dans le monde. Pour les 27 États de l'Union européenne, le bilan en cumul depuis le début de la pandémie est de 15,5 millions de cas confirmés et de 370 000 décès,

### Janvier 2021: lancement de la vaccination
En Europe, le nombre de décès continue sa progression durant la première quinzaine de janvier 2021, atteignant ses niveaux les plus élevés depuis le début de la pandémie. Le Royaume-Uni et l'Allemagne, les deux pays les plus atteints, ont pris des mesures de reconfinement qui incluent la fermeture des écoles. Pays d’Europe le plus endeuillé par la pandémie avec plus de 100 000 morts à fin janvier, le Royaume-Uni fait face à une flambée des contaminations attribuée au variant VOC 202012/01 plus contagieux. Le pays a recensé le 9 janvier près de 60 000 nouveaux cas de contamination. Confiné pour la troisième fois, le pays s’est engagé dans une course contre la montre, face à des hôpitaux au bord de la saturation, pour vacciner d’ici à mi-février les plus de 70 ans, les soignants et les personnes vulnérables, soit environ 15 millions de personnes appartenant à une catégorie de la population où interviennent 88 % des décès dus au Covid-19. En Allemagne, où le seuil des 50 000 décès est franchi le 22 janvier, la deuxième vague de l’épidémie est bien plus meurtrière que la première et la présence des variants britannique, sud-africain et brésilien inquiète.

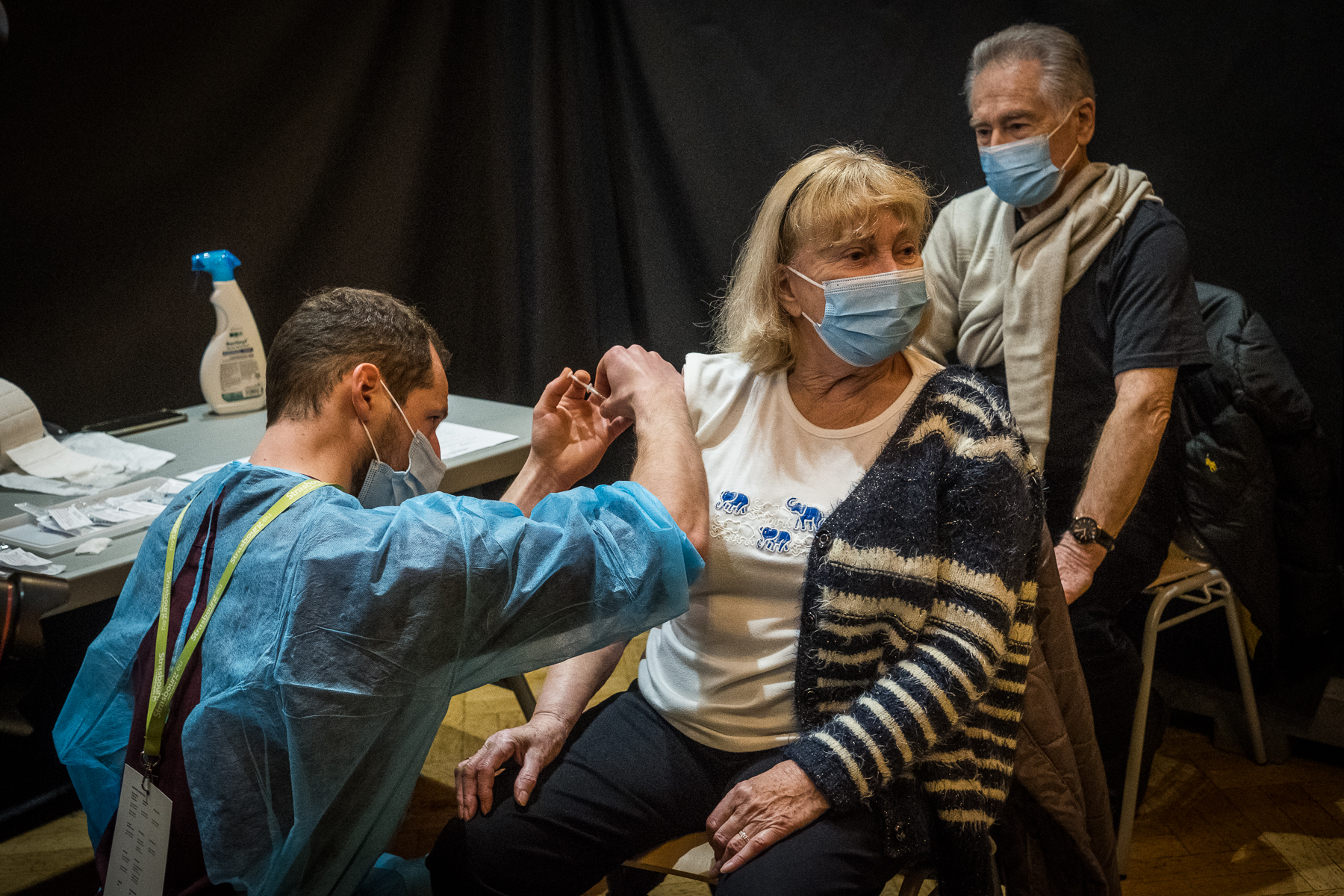
Campagne de vaccination Covid19 Strasbourg 18 janvier 2021

L'apparition de nouveaux variants beaucoup plus contagieux, mais pas plus virulents, inquiète les Européens. L'ECDC rapporte qu'au 19 janvier 2021, dans l'UE et l'EEE, vingt-deux pays ont détecté le nouveau variant VOC 202012/01 — connu en tant que variant britannique — et trente-quatre l'ont détecté dans le reste du monde. À la même date, le variant 501Y.V2 — connu en tant que variant sud-africain — a été détecté dans neuf pays de l'UE et de l'EEE.
Réuni en vidéoconférence pour la huitième fois depuis le début de la pandémie, le Conseil européen a adopté un cadre commun pour l'utilisation de tests rapides de détection d'antigènes et la reconnaissance mutuelle des résultats des tests de dépistage de la COVID-19 dans l'UE. Tous les pays membres s'accordent aussi sur la nécessité de prendre des mesures de restriction de circulation aux frontières, mais sans que l'unanimité ne puisse se faire sur leur nature.
Amorcées en décembre, les campagnes de vaccination se déploient en janvier 2021. L'homologation au Royaume-Uni et dans l'UE d'un deuxième vaccin, produit par Moderna, augmente le nombre de doses disponibles. Fin janvier, le vaccin d'AstraZeneca est le troisième dont l'emploi est autorisé dans l'Union européenne. La Russie poursuit sa campagne de vaccination, entamée début décembre, avec le vaccin Spoutnik V de fabrication nationale,.  Premier vaccin mis sur le marché en Europe, conçu comme un outil géopolitique illustratif de la puissance russe, il a été approuvé avant même la publication de données scientifiques et après des essais limités. Dans un tel contexte, peu de pays s'empressent de l'adopter. En Europe toutefois, la Hongrie annonce le 22 janvier avoir conclu un accord avec Moscou pour acheter de « larges quantités » du vaccin russe.
Le démarrage lent des vaccinations en France crée début janvier une polémique sur l'organisation de la campagne de vaccination. Le problème le plus récurrent dans l'UE est devenu mi-janvier celui de la pénurie de vaccins dont le nombre de doses disponibles est fonction du nombre de vaccins autorisés dans l'UE et des capacités de production. Une polémique naît au sujet de la répartition du vaccin d'AstraZeneca entre le Royaume-Uni et l'UE qui mobilise la Commission mais aussi la chancelière allemande et crée des tensions quelques semaines après l'accord sur le Brexit. La Commission commande 300 millions de doses supplémentaires du vaccin Pfizer-BioNTech pour tenter d'endiguer les critiques en Allemagne et dans plusieurs pays sur le nombre de vaccins commandés.

### Février 2021
Le nombre de décès dus à la Covid-19 chute globalement en février : il tombe à moins de 4 000 décès par jour — et 3 200 durant la dernière semaine de ce mois —, contre près de 5 500 décès en janvier, le pire bilan depuis le début de la pandémie. Ce bilan d'ensemble cache des situations très différentes, conséquence inévitable de l'absence d'homogénéité et de synchronisation des politiques menées. Aussi, la situation s'améliore de façon spectaculaire au Royaume-Uni où le nombre de morts par million d'habitants est de 33 durant la dernière semaine de février — un chiffre comparable à celui de l'Union en moyenne —, alors qu'il est de 127 en Slovaquie et de 107 en Tchéquie,.
Tandis que le niveau de propagation du virus demeure à un niveau élevé, la vaccination des Européens se poursuit, seulement limitée par le nombre de doses disponibles. À fin février, selon le tableau de bord publié par l'ECDC, les États de l'UE/EEE ont reçu 46 millions de doses des laboratoires dont 34 millions ont été administrées, soit 7,6 doses pour 100 habitants,. Le 17 février la Commission annonce la conclusion d'un second contrat avec Moderna pour la fourniture de 300 millions de doses (150 millions aux troisième et quatrième trimestres de 2021 et une option d'achat de 150 millions en 2022) pour le compte de tous les États membres de l'UE. Le même jour, le groupement Pfizer-BioNTech annonce avoir conclu un accord avec la Commission pour 200 millions de doses supplémentaires livrables en 2021 (dont 75 millions au cours du deuxième trimestre) et pour 100 millions de doses en option.
| Pays      | Janvier | Février | Mars   | T1 2021 |
| --------- | ------- | ------- | ------ | ------- |
| Roy.-Uni  | 32 646  | 166 912 | 3 864  | 53 201  |
| Allemagne | 23 372  | 12 989  | 6 437  | 42 798  |
| Russie    | 15 758  | 12 671  | 12 519 | 40 948  |
| Italie    | 14 357  | 9 183   | 11 647 | 35 187  |
| France    | 11 406  | 9 468   | 9 911  | 30 785  |
| Espagne   | 7 482   | 10 823  | 6 317  | 24 622  |
| Pologne   | 8 626   | 6 589   | 9 276  | 24 491  |
| Ukraine   | 4 579   | 3 544   | 7 052  | 15 175  |
| Tchéquie  | 4 728   | 4 031   | 6 082  | 14 841  |
| Hongrie   | 2 987   | 2 450   | 5 763  | 11 200  |

La course à la vaccination est devenue la priorité de tous les gouvernements pour endiguer les variants et éviter la saturation des hôpitaux, dans un contexte marqué par la fatigue de la population face aux mesures de restrictions. La vaccination est ainsi devenu un enjeu politique et géopolitique important. En réaction à l'avance prise par les États-Unis et le Royaume-Uni, plusieurs pays de l'Union — Hongrie, Tchéquie, Slovaquie — se tournent vers les vaccins russes et chinois fragilisant ainsi sa politique d'achats groupée.
Réunis en vidéoconférence les 25 et 26 février, les dirigeants de l'Union demandent à la Commission de présenter en mars un projet de « passeport vaccinal » européen.

### Mars 2021
Le 11 mars, le vaccin Janssen de Johnson & Johnson est le quatrième autorisé dans l’Union européenne. Ce vaccin présente l'avantage de ne nécessiter qu’une seule injection et de pouvoir être conservé durant trois mois à des températures de réfrigérateur standard, ce qui facilite sa distribution. La campagne de vaccination dans l'UE est perturbée mi-mars par la décision d'une majorité de ses États membres de suspendre le vaccin d'AstraZeneca en raison de cas de thromboses atypiques (caillots sanguins) chez des sujets auxquels il a été administré. L'AEM réaffirme le 18 mars que ce vaccin est « sûr et efficace », ouvrant la voie à la reprise des injections de ce vaccin. Lors du Conseil européen du 25 mars, les Vingt-Sept confirment « la clé de répartition au prorata de la population en ce qui concerne l'attribution des vaccins » et soutient les actions de restriction des exportations de vaccins de la Commission qui vise particulièrement AstraZeneca, accusé de ne pas avoir tenu ses engagements.
Au mois de mars, l'Europe déplore 104 000 décès, un nombre en baisse par rapport aux mois de janvier et de février. En cumul la pandémie est responsable de près de 947 000 décès. Le tableau ci-dessus présente le nombre de décès dans les dix pays les plus touchés en Europe au cours du premier trimestre 2021. Ce tableau fait apparaître des variations mensuelles très importantes d'un mois à l'autre pour un même pays. La baisse la plus spectaculaire est celle du Royaume-Uni qui après avoir enregistré près de 33 000 décès en janvier n'en compte plus que 4 000 en mars, ce que le gouvernement porte au crédit d'une politique de vaccination ambitieuse menée durant le dernier confinement du pays.
| Pays | DEPL | COMM | REST                           | ECOL                           | SPEC                           |
| --- | --- | --- | ------------------------------ | ------------------------------ | ------------------------------ |
| Allemagne | | |                                |                                |                                |
| Belgique | | |                                |                                |                                |
| Espagne | | |                                |                                |                                |
| France | | |                                |                                |                                |
| Italie | | |                                |                                |                                |
| Pays-Bas | | |                                |                                |                                |
| Roy.-Uni | | |                                |                                |                                |
| Nature de restriction : DEPL : Déplacements COMM : Commerces non essent. REST : Restaurants, bars ECOL : Établissements scolaires SPEC : Cinémas, spectacles | Nature de restriction : DEPL : Déplacements COMM : Commerces non essent. REST : Restaurants, bars ECOL : Établissements scolaires SPEC : Cinémas, spectacles | Nature de restriction : DEPL : Déplacements COMM : Commerces non essent. REST : Restaurants, bars ECOL : Établissements scolaires SPEC : Cinémas, spectacles | - Fort - Moyen - Nul ou faible | - Fort - Moyen - Nul ou faible | - Fort - Moyen - Nul ou faible |

Un an après la première vague qui avait touché l'Italie en premier, le gouvernement italien décide de reconfiner la majeure partie du pays à partir du 15 mars. La France connaît une flambée de l'épidémie qui contraint E. Macron à annoncer le 31 mars l'instauration d'un troisième confinement dans tout le pays, assorti toutefois de plus grandes libertés dans les espaces extérieurs en comparaison avec les deux premiers confinements.

## Troisième vague de la pandémie

### Avril 2021
La Commission européenne annonce le 14 avril que les laboratoires BioNTech et Pfizer vont augmenter de 50 millions de doses leurs livraisons de vaccin à l’UE au deuxième trimestre, pour atteindre 250 millions de doses sur la période et que des négociations sont en cours avec ces laboratoires pour commander 1,8 milliard de doses supplémentaires de vaccins dits de « deuxième génération », destinés à lutter contre les variants actuels et futurs du coronavirus. L'UE ne compte plus sur le vaccin d'AstraZeneca à l'avenir, en raison des retards de livraison mais aussi de la défiance qu'il inspire à cause de très rares cas de thromboses qui ont conduit la plupart des États membres à en restreindre l'utilisation.
Après le Royaume-Uni, la Russie et l'Italie, la France est le quatrième pays européen qui dépasse le seuil symbolique des 100 000 décès. Ainsi en Europe, cette épidémie de Covid-19 est la plus importante depuis celle de la grippe espagnole responsable en 1918-1919 de plusieurs millions de décès sur ce continent dont plus de 200 000 morts en France,.
Sauf au Royaume-Uni, les progrès de la vaccination ne sont pas encore suffisants pour faire chuter le nombre de victimes de la pandémie en Europe. Pour autant, une « fatigue pandémique » selon l'expression employée par l'OMS — c'est-à-dire une forme de lassitude — se développe depuis les six dernier mois. La population française — comme dans d'autres pays — se démobilise sur les réactions aux signaux de risque. Cette démobilisation se traduit par une décorrélation croissante entre la situation épidémique toujours grave d'une part et l'acceptation de plus en plus faible par la population des mesures de restriction des libertés prises par les autorités d'autre part. En France et chez ses voisins, les restrictions sanitaires demeurent importantes en avril, mais sous la pression de l’opinion publique et de divers lobbys, en France, en Belgique ou encore aux Pays-Bas, les autorités annoncent des décisions d'allègement des mesures de confinement malgré une stagnation à haut niveau de la pandémie,.

### Mai 2021: déconfinement prudent et incertitudes liées aux nouveaux variants
Les quatre variants principaux présents en Europe préoccupent les autorités. Le plus répandu est le variant britannique qui est beaucoup plus contagieux que la souche d'origine observée en Europe durant la première vague du printemps 2020 ; devenu le plus présent grâce à sa contagiosité élevée, il est aussi plus virulent sans toutefois altérer sensiblement l'efficacité des vaccins. Les variants sud-africain et brésilien, dont la diffusion en Europe demeure contenue à environ 5 % du nombre de cas, inquiètent davantage du fait qu'ils diminuent l'efficacité des vaccins actuellement disponibles en Europe. Enfin, le variant indien qui est encore peu répandu sauf au Royaume-Uni semble aussi diminuer l'effet de la vaccination.
De façon générale, le recul sensible de la troisième vague depuis le pic observé mi-avril incite les gouvernements à lever les restrictions intérieures instaurées durant l'hiver. En revanche, les entrées sur le territoire demeurent le plus souvent sévèrement limitées, à l'exception des pays les plus dépendants du tourisme qui veulent relancer au plus vite ce secteur essentiel de leur économie. Ainsi, l'Espagne, la Grèce, l'Italie ou le Portugal ouvrent courant mai leurs portes aux touristes européens munis d'un test PCR ou vaccinés,,. Un accord de principe a été trouvé le 20 mai entre le parlement européen et le Conseil concernant le certificat COVID numérique européen.
Une forte reprise économique accompagne le début du retour à la normale dans tous les pays de l'UE. Les États membres maintiennent leur soutien actif à l'économie et la ratification du plan de relance européen de 750 milliards d’euros s'est achevée le 27 mai, ce qui devrait permettre le déblocage des premiers fonds en juillet.

### Juin 2021
Début juin, la troisième vague de la pandémie poursuit sa décrue. Le taux d'incidence sur une semaine passe pour la première fois depuis le début de la seconde vague en septembre 2020 sous le seuil d'alerte de 50 cas pour 100 000 habitants dans l'Union, au Royaume-Uni et dans l'ensemble de l'Europe. Toutefois ce taux remonte à plus de 80 cas pour 100 000 habitants au Royaume-Uni durant la semaine du 7 au 13 juin (S23), alimentant les craintes relatives au variant Delta du SARS-CoV-2 venu d'Inde, et conduisant le gouvernement britannique à repousser de quatre semaines la levée des dernières restrictions,. Au niveau européen, après dix semaines consécutives de recul, le nombre de cas de Covid-19 repart à la hausse durant la semaine du 21 juin (S25) et le nombre de décès croît fortement en Russie et en Roumanie,.
Les députés européens donnent le 9 juin leur accord définitif au « certificat Covid numérique de l'UE », couramment appelé « passe sanitaire européen », destiné à faciliter les déplacements au sein de l’UE,.

## Quatrième vague de la pandémie

### Juillet 2021
La Commission européenne annonce mi-juillet que son objectif d'avoir livré 500 millions de doses de vaccins est atteint, soit un nombre suffisant pour vacciner 70 % de la population de l'UE. Mais une sur cinq de ces doses disponibles n'a pas encore été administrée en raison du retard de la campagne de vaccination chez certains États membres, notamment la Bulgarie et la Roumanie, et des réticences d'une partie de la population. La Commission annonce le 22 juillet que 54,7 % de la population adulte dans l'UE, soit 200 millions de personnes, est complètement vaccinée. Toutefois, l'UE n'a pas encore comblé son retard sur le Royaume-Uni où deux britanniques sur trois sont entièrement vaccinés à la mi-juillet.
Le rythme des nouvelles vaccinations diminue en juillet dans les États de l'UE/EEE : en mai, chaque semaine environ 3,2 % de la population se faisait administrer sa première dose de vaccin, un chiffre qui tombe à 2,9 % en juin, puis à seulement 1,8 % en moyenne durant le mois de juillet (S26 à S29),. Pour vaincre les réticences, les gouvernements recourent à toutes sortes de mesures incitatives, mais aucun n'a jusqu'à présent rendu la vaccination obligatoire pour l'ensemble de la population, préférant recourir à des mesures ciblées. En Italie, depuis fin avril un décret autorisant la suspension du personnel médical refusant la vaccination a été adopté. 
Le « passe sanitaire européen » est disponible dans tous les États membres depuis le 1er juillet,.
Les organismes internationaux de santé publique maintiennent un niveau d'alerte élevé concernant l'évolution de la pandémie en Europe. Le 1er juillet, l'OMS met en garde contre un risque de nouvelle vague en affirmant « qu'il y aura une nouvelle vague dans la région européenne, sauf si nous restons disciplinés ». L'ECDC précise que le variant Delta est de 40 % à 60 % plus contagieux que le variant Alpha (aussi dit variant anglais) et qu'il devrait représenter 90 % des virus SARS-CoV-2 circulant en Europe d'ici la fin du mois d'août. Le 15 juillet, le comité d’urgence de l’OMS met en garde contre l’émergence et la diffusion de nouveaux variants encore plus difficiles à contrôler que ceux déjà répertoriés.
Durant la semaine du 28 juin au 4 juillet (S26), le taux d'incidence repart à la hausse en Europe en raison de la propagation du variant Delta très contagieux : alors qu'il était en baisse continue depuis le courant du mois d'avril, il remonte à 64 cas pour 100 000 habitants contre 47 cas la semaine précédente. Cette tendance à une hausse rapide se confirme durant les semaines suivantes de juillet. Il atteint 119 cas pour 100 000 habitants durant les deux dernières semaines du mois de juillet (S29 et S30). Chypre, l'Espagne, les Pays-Bas, le Portugal et la Russie sont particulièrement concernés. Au Royaume-Uni, l'un des pays les plus précocement touchés par ce nouveau variant, le taux d'incidence sur 7 jours est supérieur à 280 en S26 et S27, atteint 460 en S28, puis redescend à 390 en S29 et 269 en S30.
Le nombre de décès imputés à la Covid-19, qui diminuait en Europe depuis trois mois, augmente durant les deux dernières semaines du mois de juillet (S29 et S30). Leur nombre demeure faible partout à l'exception notable de la Russie où il est le plus élevé depuis le début de l'année,.

### Août 2021
Après une montée rapide fin juin et début juillet, le nombre de cas est quasiment stable autour de 1 000 000 par semaine entre le 12 juillet et le 29 août 2021, soit moitié moins qu'au pic de la seconde vague et un tiers de moins qu'au pic de la troisième vague.
En raison de la campagne de vaccination mise en œuvre partout en Europe, le nombre de décès est en proportion du nombre de cas deux fois plus faible durant cette nouvelle vague que durant les deux vagues précédentes, avec de fortes disparités d'un pays à l'autre. En Russie, le nombre de décès est au plus haut depuis le début de 2021 et compte pour plus ou moins de la moitié des décès en Europe en juillet-août. Au Royaume-Uni, qui a compté près de 8 000 décès hebdomadaires en janvier 2021, touché en premier par le variant Delta mais où la campagne de vaccination est très avancée, autour de 600 décès sont déplorés en moyenne chaque semaine entre le 19 juillet et le 29 août 2021, un nombre en hausse constante toutefois. Dans l'Union européenne, touchée plus tardivement par le variant Delta, le nombre de décès a continué de décroître jusqu'à la mi-juillet ; depuis, il augmente chaque semaine en raison notamment de la situation dans les trois grands pays touristiques, l'Espagne, la France et l'Italie, qui concentrent plus de 60 % des décès en août, à des niveaux toutefois très inférieurs au nombre de décès constatés durant les premiers mois de l'année 2021,.

### Septembre 2021
Les autorités sanitaires américaines annoncent le 10 septembre que les personnes entièrement vaccinées ont 11 fois moins de chances de mourir du Covid et 10 fois moins de chances d'être hospitalisées depuis que le contagieux variant Delta est devenu la souche principale du virus. Dans le même temps, l'OMS se montre pessimiste sur la capacité des vaccins à endiguer totalement la pandémie par l'atteinte d'une immunité collective. Le virus devrait continuer à circuler de façon endémique, la vaccination permettant d'éviter que le système de santé soit saturé. 
L'introduction du « passeport sanitaire » dans la plupart des pays européens se heurte à l'hostilité d'une partie de la population. En France, les manifestations organisées tous les samedis depuis le 17 juillet rassemblent 121 000 personnes le 11 septembre, un nombre en constante diminution depuis le 7 août, quand 237 000 personnes avaient manifesté. Le 12 septembre, le gouvernement britannique renonce à son projet d'introduire un passeport vaccinal pour accéder aux discothèques et autres endroits très fréquentés en Angleterre, le jugeant superflu en raison du succès de la campagne de vaccination contre le Covid-19. L'Écosse le maintient en revanche.

### Octobre 2021
Craignant que la protection contre la Covid-19 ne baisse après les premières injections, l'Agence européenne des médicaments (AEM) approuve le 4 octobre l'administration d'une troisième dose du vaccin Pfizer/BioNTech pour les plus de 18 ans,. Les autorités sanitaires françaises recommandent d’utiliser exclusivement le vaccin de Pfizer-BioNTech et d’attendre un avis de l’AEM pour l’utilisation du vaccin de Moderna en rappel.
Au Royaume-Uni, le gouvernement maintient sa politique de levée de la quasi-totalité des restrictions sanitaires. Ce parti pris du « vivre avec le virus » se traduit mi-octobre par plus de 30 000 contaminations par jour et environ 7 000 malades hospitalisés.
L’Italie poursuit sa politique vers l’obligation vaccinale, en instaurant le passe sanitaire obligatoire pour tous les travailleurs à partir du 15 octobre.
En Russie, les autorités enregistrent le 16 octobre plus de 1 000 morts pour la première fois depuis le début de la pandémie, alors que seulement 32 % des Russes sont pleinement vaccinés, malgré la disponibilité de plusieurs vaccins nationaux. La population affiche une certaine défiance vis-à-vis des autorités et de la vaccination. Le SARS-CoV-2 se répand tandis que les restrictions sanitaires gouvernementales sont limitées, même si plusieurs régions ont réintroduit l’obligation de présenter des QR codes pour accéder à des lieux publics. Le Kremlin, soucieux de préserver l’économie, se refuse à mettre en place des restrictions d’importance, comme un confinement, à l’échelle nationale.
Le 25 octobre, l’AEM annonce le lancement de l’examen accéléré d'un médicament contre la Covid-19, l'antiviral oral molnupiravir, du laboratoire américain Merck, dont l'essai clinique qu'il a effectué semblent montrer qu'il diviserait par deux le risque de forme grave nécessitant une hospitalisation.

## Cinquième vague de la pandémie

### Novembre 2021
Le 4 novembre, le directeur de l’OMS Europe se dit très préoccupé par le rythme de transmission de la Covid-19 en Europe, en hausse depuis six semaines consécutives.
Pour des raisons techniques, il est temporairement impossible d'afficher le graphique qui aurait dû être présenté ici.

Le 10 novembre, la Commission européenne approuve un contrat avec le laboratoire franco-autrichien Valneva pour acheter jusqu'à 60 millions de doses de son vaccin VLA2001 contre la Covid-19. Ce contrat est le huitième de ce genre passé avec un laboratoire pharmaceutique.
Le 12 novembre, les Pays-Bas remettent en vigueur le couvre-feu dans les bars, les restaurants et les magasins, interdisent les manifestations publiques et recommandent le télétravail. Le  19 novembre, une manifestation contre ces restrictions tourne à l'émeute à Rotterdam.
À compter du 15 novembre, les Länder en Allemagne mettent en place de nouvelles mesures de restriction pour les personnes non vaccinées et reviennent au télétravail pour tenter d'enrayer la nouvelle vague de contaminations qui atteignent un niveau record depuis le début de l'année 2021.
L’Autriche ordonne le confinement des personnes non vaccinées à partir du 15 novembre. Le 19 novembre, le gouvernement autrichien annonce le confinement de la population, vaccinée ou non, et décide de rendre la vaccination obligatoire à partir du 1er février 2022.
Le 24 novembre, l'autorité sanitaire fédérale allemande annonce que plus de 100 000 personnes sont mortes de la Covid-19 en Allemagne depuis le début de la pandémie.
L’Agence européenne des médicaments (AEM) annonce le 25 novembre qu'elle approuve l’utilisation du vaccin Comirnaty à ARN messager de Pfizer-BioNTech pour les enfants âgés de 5 à 11 ans. Fin mai 2021, elle avait déjà autorisé son administration aux adolescents de plus de 12 ans.
Le 25 novembre, l'Afrique du Sud annonce la présence du nouveau variant B.1.1.529 qui comporte de multiples mutations. Le 26, la plupart des pays européens ferment leur frontière aux voyageurs arrivant d'Afrique australe. Un premier cas de ce variant baptisé Omicron par l'OMS est détecté en Belgique,. Le variant Delta B.1.617.2 représente toujours la quasi totalité des cas séquencés en Europe.

### Décembre 2021
Le 15 décembre, le Centre européen de prévention et de contrôle des maladies (ECDC) avertit que « la vaccination seule ne nous permettra pas d’empêcher [son] impact (…), parce que le temps manque pour combler les déficits de vaccination toujours existants ».
L'Agence européenne des médicaments (AEM) autorise provisoirement l'utilisation de deux médicaments antiviraux, destinés à être administrés dans les premiers jours après l'apparition des symptômes, développés par les laboratoires Merck et Pfizer,.
La Commission européenne conclut des accords avec Pfizer-BioNtech et Moderna pour la fourniture de doses supplémentaires de vaccins.
Le 18 décembre, les Pays-Bas sont placés en confinement pour les fêtes de Noël.

### Janvier 2022
Le 20 janvier 2022, malgré d'importantes manifestations hostiles, le Parlement autrichien adopte la loi sur la vaccination obligatoire pour tous les adultes, devenant le premier pays de l’Union européenne à prendre une telle mesure pour lutter contre l’épidémie de Covid-19.
Le 27 janvier, l'AEM approuve l'utilisation de la pilule anti-Covid de Pfizer, commercialisée sous le nom de Paxlovid, qui devient le premier médicament antiviral pris par voie orale autorisé au sein de l'Union européenne.

## Évolution hebdomadaire des décès dans douze pays d'Europe
Le tableau ci-dessous présente le nombre de décès liés à la Covid-19 survenus chaque semaine sur trois mois glissants dans les douze pays d'Europe les plus peuplés.
| 2021                                                    | S38                                                     | S39                                                     | S40                                                     | S41               | S42               | S43               | S44               | S45               | S46               | S47               | S48               | S49               |
| Pays                                                    | 19/09                                                   | 26/09                                                   | 03/10                                                   | 10/10             | 17/10             | 24/10             | 31/10             | 07/11             | 14/11             | 21/11             | 28/11             | 05/12             |
| ------------------------------------------------------- | ------------------------------------------------------- | ------------------------------------------------------- | ------------------------------------------------------- | ----------------- | ----------------- | ----------------- | ----------------- | ----------------- | ----------------- | ----------------- | ----------------- | ----------------- |
| Europe (47 pays)                                        | 13 700                                                  | 15 798                                                  | 16 043                                                  | 18 435            | 21 338            | 23 663            | 26 965            | 26 217            | 29 283            | 28 118            | 26 918            | 28 746            |
| Roy.-Uni                                                | 967                                                     | 786                                                     | 812                                                     | 826               | 951               | 1 099             | 1 179             | 1 097             | 1 031             | 849               | 833               | 837               |
| Russie                                                  | 5 682                                                   | 6 901                                                   | 5 614                                                   | 6 897             | 7 288             | 7 938             | 9 466             | 7 382             | 9 950             | 8 628             | 7 314             | 9 326             |
| Ukraine                                                 | 801                                                     | 1 169                                                   | 1 811                                                   | 2 110             | 3 392             | 3 825             | 4 530             | 4 590             | 4 451             | 3 816             | 3 105             | 2 696             |
| Turquie                                                 | 1 364                                                   | 1 529                                                   | 1 517                                                   | 1 453             | 1 480             | 1 493             | 1 517             | 1 604             | 1 223             | 1 479             | 1 412             | 1 324             |
|                                                         |                                                         |                                                         |                                                         |                   |                   |                   |                   |                   |                   |                   |                   |                   |
| Union européenne                                        | 3 906                                                   | 4 342                                                   | 5 143                                                   | 5 951             | 7 021             | 8 002             | 8 944             | 10 103            | 11 231            | 12 010            | 13 156            | 13 394            |
| Allemagne                                               | 432                                                     | 390                                                     | 416                                                     | 419               | 489               | 635               | 806               | 1 157             | 1 409             | 1 832             | 2 165             | 2 633             |
| Belgique                                                | 54                                                      | 56                                                      | 62                                                      | 91                | 108               | 150               | 154               | 194               | 259               | 295               | 349               | 299               |
| Espagne                                                 | 226                                                     | 174                                                     | 135                                                     | 114               | 118               | 103               | 85                | 141               | 129               | 144               | 203               | 160               |
| France                                                  | 432                                                     | 339                                                     | 250                                                     | 214               | 205               | 207               | 235               | 246               | 327               | 467               | 639               | 909               |
| Italie                                                  | 342                                                     | 285                                                     | 234                                                     | 217               | 232               | 270               | 295               | 366               | 422               | 493               | 516               | 452               |
| Pays-Bas                                                | 36                                                      | 32                                                      | 22                                                      | 44                | 66                | 97                | 150               | 170               | 234               | 351               | 351               | 445               |
| Pologne                                                 | 84                                                      | 123                                                     | 174                                                     | 246               | 332               | 566               | 749               | 1 118             | 1 973             | 2 226             | 2 644             | 2 809             |
| Roumanie                                                | 992                                                     | 1 412                                                   | 2 204                                                   | 2 684             | 3 221             | 3 132             | 2 736             | 2 068             | 1 380             | 792               | 506               | 347               |
| Évolution d'une semaine sur l'autre : - < 10 % - > 10 % | Évolution d'une semaine sur l'autre : - < 10 % - > 10 % | Évolution d'une semaine sur l'autre : - < 10 % - > 10 % | Évolution d'une semaine sur l'autre : - < 10 % - > 10 % | - > 20 % - > 30 % | - > 20 % - > 30 % | - > 20 % - > 30 % | - > 20 % - > 30 % | - > 20 % - > 30 % | - > 20 % - > 30 % | - > 20 % - > 30 % | - > 20 % - > 30 % | - > 20 % - > 30 % |